# Ilýrie (provincie)
Ilýrie (latinsky Illyricum, řecky Ιλλυρίας), byla provincie Římské říše, která vznikla roku 27 př. n. l., za vlády císaře Augusta a zanikla někdy během vlády Vespasiana (69/79). Vespasián provincii zrušil, aby z ní vytvořil dvě nové provincie: Dalmácie a Panonie. Provincie vznikla na historickém území Ilýrie obývaném ilyrskými kmeny, neboli na území dnešních států Albánie, Kosovo, Černá Hora, Srbsko, Bosna a Hercegovina, Chorvatsko a Slovinsko. Hlavním městem byla Salona. Pojem Illyricum se v dějinách Říma ještě později používal po Diokleciánově správní reformě (okolo roku 295) k označení jedné z pretoriánských prefektur.